# Odnarda sinica
Odnarda sinica är en fjärilsart som beskrevs av Sergius G. Kiriakoff 1962. Odnarda sinica ingår i släktet Odnarda och familjen tandspinnare. Inga underarter finns listade i Catalogue of Life.